# Abaetetuba

Abaetetuba na tle stanu Pará

Abaetetuba – miasto położone w północno-wschodniej części Brazylii, w stanie Pará. Leży u ujścia Amazonki. Populacja miasta liczy około 160 tys. osób (2021). Abaetetuba jest siedzibą diecezji rzymskokatolickiej Abaetetuba.
W mieście rozwinął się przemysł obuwniczy oraz spożywczy)
Abaetetuba przyciągnęła na siebie uwagę całego świata w listopadzie 2007, kiedy to nastoletnia dziewczyna została umieszczona w więziennej celi razem z około 20 mężczyznami, którzy ją gwałcili i torturowali.